# Alinula paradoxa
Alinula paradoxa är en halvgräsart som först beskrevs av Henri Chermezon, och fick sitt nu gällande namn av Paul Goetghebeur och Pieter Johannes Vorster. Alinula paradoxa ingår i släktet Alinula och familjen halvgräs. Inga underarter finns listade i Catalogue of Life.